# Smilium uncus
Smilium uncus är en kräftdjursart som först beskrevs av Hoek 1907.  Smilium uncus ingår i släktet Smilium och familjen Scalpellidae. Inga underarter finns listade i Catalogue of Life.